# Franciszek Stefan Raczyński
Franciszek Stefan Raczyński (ur. 1648, zm. 1689) – polski magnat, syn Zygmunta. Podział spadku po jego pierwszym małżeństwie przyczynił się do rozdziału rodu Raczyńskich na dwie linie: wielkopolską i kurlandzką.

## Życiorys
Jego pierwsza żona – Anna Urszula Heidenstein (pochodząca z zamożnego niemieckiego rodu, prawdopodobnie dama dworu królowej Eleonory Habsburżanki, małżonki Michała Korybuta Wiśniowieckiego) – wstępując w związek małżeński w 1680, otrzymała od królowej dar w postaci biżuterii z brylantami i włączyła go do swojej, i tak już pokaźnej, kolekcji klejnotów. Zmarła pięć lat później, w 1685. Pozostawiła syna Zygmunta (ur. 1685) i prawdopodobnie dwie córki: Katarzynę i Eleonorę. Raczyński już w 1685 poślubił nieznaną bliżej w źródłach historycznych panią Powalską. Miał z nią jednego syna, Andrzeja (ur. 1686). Sam zmarł w 1689, a w momencie jego śmierci żadne z tych dzieci nie było pełnoletnie (opiekę sprawował nad nimi stryj Jan, a  po jego śmierci starsi bracia ojca: Michał i Piotr). Po osiągnięciu pełnoletniości Zygmunt i Andrzej rozpoczęli (w imieniu swoim oraz sióstr) spór o majątek rodziców, a zwłaszcza o klejnoty matki, o których dalszych losach nic nie wiadomo. Ród Raczyńskich podzielił się w tym czasie na dwie odrębne i zwaśnione linie: kurlandzką (zubożałą) i wielkopolską (bardzo zamożną).